# Wendelin Stambach
Wendelin Stambach (Butzbach, 1454 – Tubinga, 14 de janeiro de 1519) foi um teólogo alemão. Professor na Universidade de Tubinga em 1489, foi posteriormente eleito reitor. Editou a publicação das obras de Gabriel Biel.

Supplementum commentarii, 1574

## Obras
- Supplementum commentarii magistri Gabrielis Biel in quartum librum sententiarum (em latim). Bréscia: Pietro Bozzola e Vincenzo Sabbio. 1574